# Spermestes
Spermestes är ett fågelsläkte i familjen astrilder inom ordningen tättingar. Släktet omfattar fyra arter som förekommer i Afrika söder om Sahara:
- Pärlhalsad munia (S. griseicapilla)
- Bronsmunia (S. cucullata)
- Skatmunia (S. fringilloides)
- Svartvit munia (S. bicolor)

Pärlhalsad munia placeras traditionellt som ensam art i Odontospiza men genetiska studier visar att den är systerart till Spermestes. Släktet Spermestes har tidigare inkluderats i Lonchura.